# Michel Waisvisz
Michel Waisvisz (Leiden, 8 juli 1949 – Amsterdam, 18 juni 2008) was een Nederlandse componist, podiumkunstenaar en uitvinder van experimentele elektronische muziekinstrumenten. 

## Leven
Hij was zoon van Jeanne Henriette Wolfgang en Jacques Waisvisz. Vader was liefhebber van jazzmuziek en zendamateur. Michel trouwde in 1971 met Adriane Magratha Angelina Robertson, een echtscheiding volgde in 1975. Hij vestigde zich rond 1976 in Amsterdam. Hij werd gecremeerd op De Nieuwe Ooster.
Hij groeide op in Delft en was voorbestemd ingenieur te worden. Dit werd het niet; hij kon de middelbare school niet afmaken. Vanuit de zendwereld van zijn vader kwam zijn belangstelling door de geluiden die bij de korte golf horen (biepjes, riffeltjes en raffeltjes). Om dat uitgevoerd te krijgen, startte hij in Delft de groep Gliep, mini-totaaltheater. Die werkte met zelf geconstrueerde muziekinstrumenten veelal uit gebruiksvoorwerpen, zoals tandenborstels en kammen.
Zijn muzikale loopbaan begon omstreeks 1967 toen hij een verband wilde leggen tussen elektronica en improvisatie. Hij kreeg geen opleiding binnen de klassieke muziekwereld, maar begon vanuit de elektronische studio (latere Instituut voor Sonologie, dat overkwam uit Utrecht) van het Haags Conservatorium met experimenteren. In 1969 werd één van zijn werken uitgevoerd in de concertzaal van dat conservatorium in een programma met werken van John Cage, Karlheinz Stockhausen, Tilo Medek en Hugo Timmer.
Dit breidde hij in de jaren zeventig uit met mengeling met andere kunstvormen. Zo was hij op de podia te vinden met Moniek Toebosch (zangeres/actrice), Theo Joling (mime) en Maarten Altena (contrabas). Michel richtte samen met Jaap Schoonhoven, de zoon van Anita en Jan Schoonhoven, in 1972 in Delft SMØR Jazz op, dat zich toelegde op de nieuwere jazz en geïmproviseerde muziek. Samenwerking met Altena leverde in 1980 de Stichting Claxon op, winnaar van de Boy Edgarprijs in 1978.  
Hij was sinds 1981 artistiek directeur van STEIM (Stichting voor Electronische Instrumentale Muziek) in Amsterdam. Hij heeft internationale bekendheid gekregen door zijn ontwikkeling van het, met de handen (en andere bewegingen) aanstuurbare, elektronische muziekinstrument de kraakdoos en later The Hands.
Andere artiesten waarmee hij optrad waren Gunter Hampel, Derek Bailey, Lodewijk de Boer (Oidipous naar Harry Mulisch), Willem Breuker, Richard Teitelbaum, Steve Lacy, Shusaku, Peter Brötzmann, Frans Zwartjes, Patrizia van Roessel, Najib Cheradi, Laurie Anderson, DJ Spooky, Hans Reichel, Shelley Hirsch, Misha Mengelberg, John Edwards en Paul Hubweber.

## Gullivers reizen
Op 24 mei 1970 ging de opera Gullivers reizen in Groningen in première. Voor het werk waren drie grotendeels elektronische vastgelegde zangers nodig, twee mannenstemmen (Jan Schoonhoven en Misha Mengelberg) en één vrouwenstem (zij wilde anoniem blijven; het vermoeden was dat het Marga Klompé was). Tegenover die elektronisch component stond dat ze spontaan teksten of liederen zouden uitvoeren tijdens een telefoongesprek (improvisatie). Al naargelang de stemming van de componist kon de opera ingekort dan wel verlengd worden. Het werd destijds omschreven als een magnetofonische opera. Hij betaalde uitvoeringen uit eigen zak; hij was toen werkzaam als docent elektroakoestische muziek aan de Vrij Academie in Den Haag.

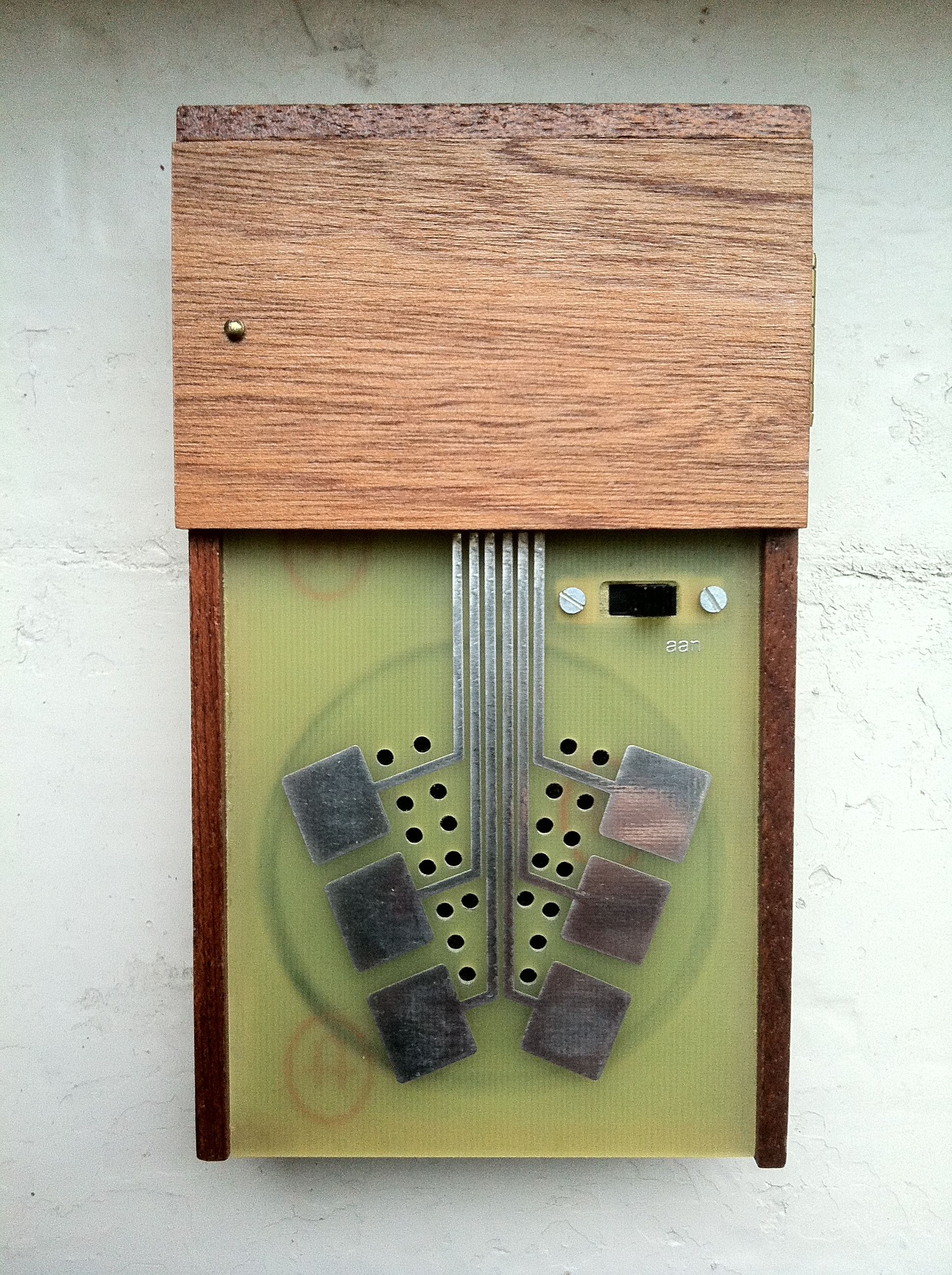
De Kraakdoos (2011)
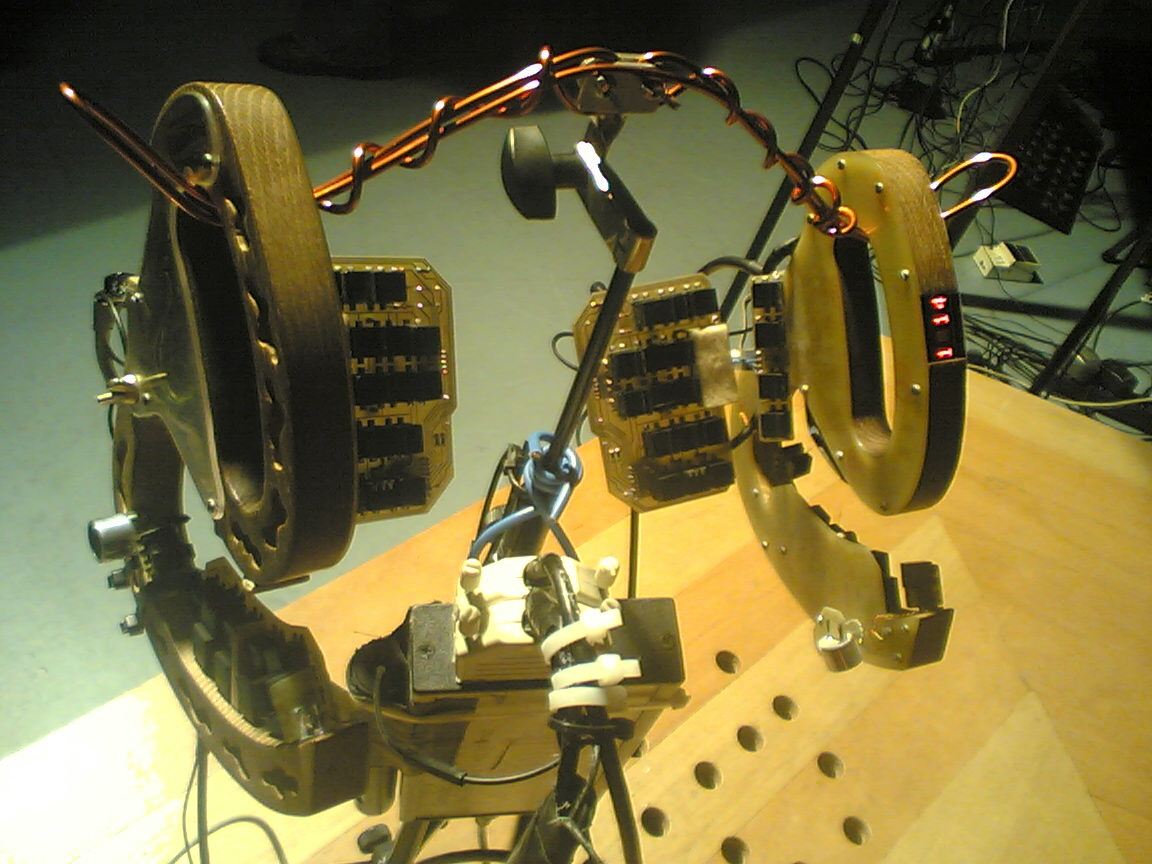
The Hands (2006)

- Bibliothèque nationale de France: cb139522486 (data)
- Biografisch Portaal: 70488622
- Digitale Bibliotheek voor de Nederlandse Letteren: wais002
- Gemeinsame Normdatei: 131514482
- International Standard Name Identifier: 0000 0001 1493 2704
- Library of Congress Control Number: nr91011105
- MusicBrainz: 5ad900be-68d7-40a7-8f37-ac71b5ffed10
- Nederlandse Thesaurus van Auteursnamen: 101424051
- RKD-Nederlands Instituut voor Kunstgeschiedenis: 82495
- Union List of Artist Names: 500396692
- Virtual International Authority File: 70064779
- WorldCat: E39PBJg8FrFCxpWjcgRMJPjwG3